# Dodson Branch
Dodson Branch – jednostka osadnicza w Stanach Zjednoczonych, w stanie Tennessee, w hrabstwie Jackson.